# Erik Gyselinck
Erik Gyselinck (auch Erik Gijselinck geschrieben; * 27. November 1945) ist ein ehemaliger belgischer Langstreckenläufer, der drei Medaillen bei Crosslauf-Weltmeisterschaften gewann.
1970 gewann er den belgischen Meistertitel im 10.000-Meter-Lauf. 1973 belegte er bei den Crosslauf-Weltmeisterschaften in Waregem den 19. Platz und holte in der Mannschaftswertung zusammen mit Willy Polleunis, Gaston Roelants, Erik De Beck, Karel Lismont und Marc Smet Gold. Im Jahr darauf belegte Gyselinck bei den Crosslauf-Weltmeisterschaften in Monza den 45. Platz und verteidigte zusammen mit De Beck, Lismont, Smet, Roelants und Frank Grillaert den Titel vom Vorjahr vor der englischen Mannschaft. Auch bei den Crosslauf-Weltmeisterschaften 1975 in Rabat lief Gyselinck im belgischen Team. Er belegte den 62. Platz in der Einzelwertung, mit der Mannschaft gewann er die Bronzemedaille hinter den Teams aus Neuseeland und aus England. 1977 gewann Gyselinck seinen zweiten belgischen Meistertitel, diesmal im Marathonlauf.